# Montalto Dora
Montalto Dora é uma comuna italiana da região do Piemonte, província de Turim, com cerca de 3.465 habitantes. Estende-se por uma área de 7 km², tendo uma densidade populacional de 495 hab/km². Faz fronteira com Borgofranco d'Ivrea, Chiaverano, Lessolo, Ivrea, Fiorano Canavese.

## Demografia
| Variação demográfica do município entre 1861 e 2011                               |
|                                                                                   |
| Fonte: Istituto Nazionale di Statistica (ISTAT) - Elaboração gráfica da Wikipedia |